# Puig d'Ossa
El Puig d'Ossa, també conegut com la muntanya de Sant Pere Màrtir, té una altura de 389 m. i és una de les darreres elevacions meridionals de la serra de Collserola.
Aquest cim està inclòs al llistat dels 100 cims de la FEEC amb el nom de Sant Pere Màrtir.

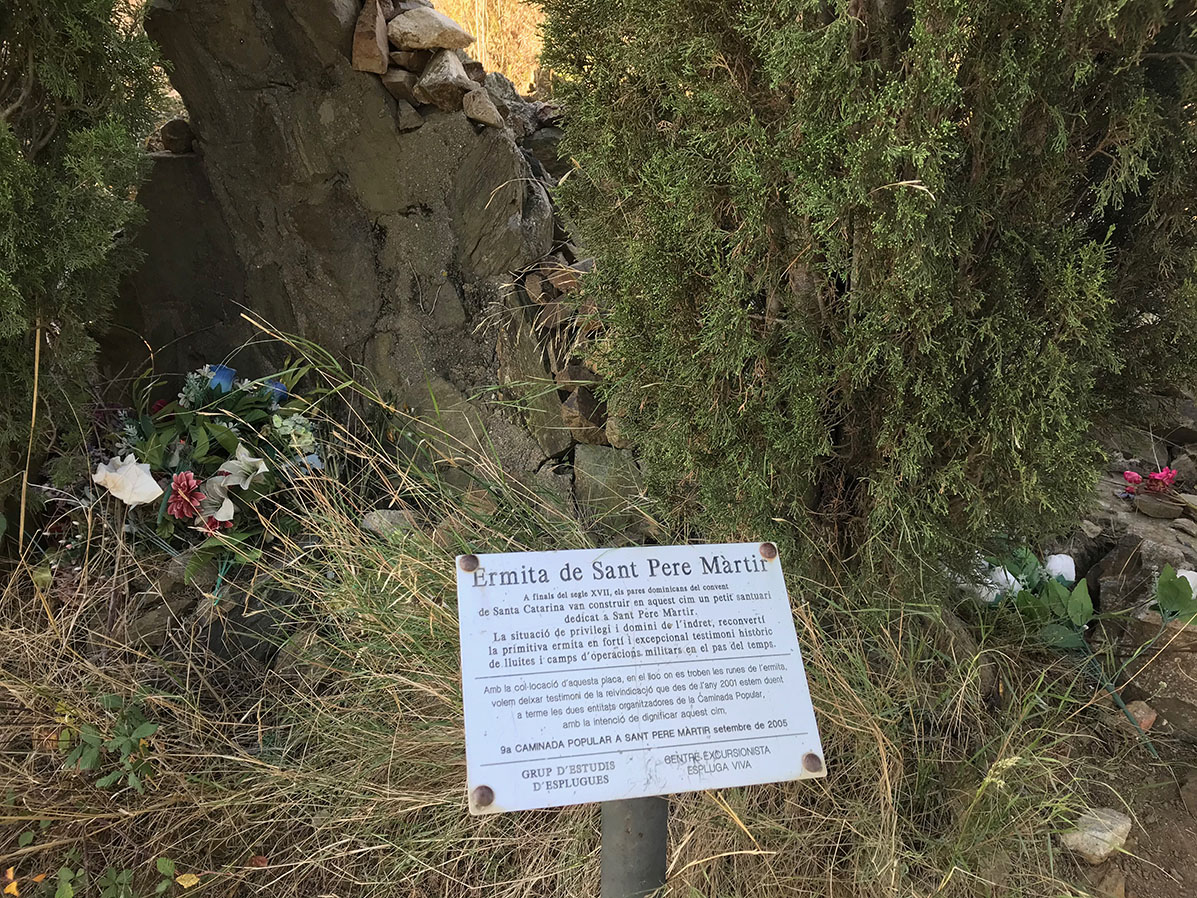
Placa commemorativa a les ruïnes de l'ermita a Collserola, Barcelona.

## Descripció
Puig d'Ossa correspon a l'antic topònim Monte de Ursa, que es troba documentat des de l'any 986. L'altre nom de la muntanya fa referència a l'ermita de Sant Pere Màrtir que es va construir al seu cim al segle xvii però que va ser abandonada l'any 1792, quan es va transformar en una fortificació amb la presència d'un destacament militar, pràcticament des de la Guerra de Successió fins a la Guerra Civil espanyola. El seu cim és un lloc d'observació ideal pel domini visual de l'entrada a Barcelona, ja que domina el pas de les vies de comunicació entre el riu Llobregat i Barcelona. Aquesta situació l'ha fet considerar durant molts anys com un punt estratègic amb finalitats militars. La història al seu entorn l'ha configurat com una muntanya viva en el decurs del temps. Al cim hi ha indicis d'un poblat iber.
L'ermita que hi havia al cap d'amunt de la muntanya va agermanar durant molts anys els pobles del Baix Llobregat (Sant Just Desvern, Esplugues de Llobregat), i del Barcelonès (Sarrià i Vallvidrera) i de la barriada de Les Corts, on sovint es feien aplecs, excursions, i pelegrinatges, especialment cada 29 d'abril.
El cim de Sant Pere Màrtir és el punt d'intersecció que divideix els municipis de Sant Just Desvern, Esplugues de Llobregat i Barcelona. A prop s'hi han construït dipòsits d'aigua procedent del riu Llobregat per al subministrament als habitants dels pobles del voltant i Barcelona. A la dècada dels 70 s'hi va instal·lar una aparatosa torre de telecomunicacions que la fa identificable des d'una gran part de la metròpoli de Barcelona, sobretot a l'entrada o sortida de Barcelona per la Diagonal, i que produeix un impacte visual destacable a la serra de Collserola.

## Història
Entre els anys 1834 i 1856, al cim hi havia una torre amb un telègraf òptic que servia de punt entremig i d'encreuament de les línies de comunicació òptica entre la torre de Montjuïc i cap al sud la torre de l'Ordal fins a València, i cap a l'oest la torre de Martorell fins a Lleida.
El Fort de Sant Pere Màrtir va ser utilitzat en diversos conflictes durant els segles xviii i xix. Durant la guerra civil s'hi va instal·lar la bateria antiaèria de Sant Pere Màrtir, que s'ha recuperat i que forma part del Memorial Democràtic.